# Magnitude des circonscriptions
La magnitude de la circonscription est le nombre de sièges qui lui sont attribués à l’assemblée législative. Ce concept est utilisé dans l’analyse des systèmes politiques et permet de comprendre les enjeux et résultats d’une élection.

## Définition
Le concept de magnitude des circonscriptions fut mentionné pour la première fois par Georges Horwill en 1925 dans "Proportional Representation : Its Danger and Effect". Sans réellement lui donner une définition propre, il explique tout de même que la magnitude est un facteur de la plus haute importance.
En 1951, Maurice Duverger s’intéresse aussi à cette composante dans le but de théoriser la « loi Duverger » ainsi que « l’hypothèse Duverger ». Cette loi tend à démontrer que le scrutin uninominal à un tour de circonscription, où un seul et unique siège est à pouvoir, a tendance à favoriser un système bipartisan. L’hypothèse, quant à elle, montre que le scrutin de liste et la représentation proportionnelle produisent le plus souvent un système avec plus de deux partis.
Cependant, ce n’est qu’en 1967 que Douglas Rae forge le concept de magnitude des circonscriptions en établissant la première analyse comparée sur les modes de scrutin. Dans son ouvrage « the political consequences of Electoral Laws », le politique américain décrit la magnitude des circonscriptions comme l’une des trois dimensions fondamentales des systèmes électoraux, aux côtés de la formule électorales (méthode mathématique pour convertir les votes en sièges) et du mode de scrutin, en mettant en évidence son influence sur le degré de proportionnalité d’une règle électorale donnée.  Plus récemment, des auteurs tels que Rein Taagepera et Matthew Shugart considèrent que la magnitude des circonscriptions est « le facteur décisif ». Si un facteur devait primer quant à la détermination du nombre de partis, ce n’est pas l’histoire, les institutions ou les enjeux, mais bel et bien la magnitude.

## Effets de la magnitude des circonscriptions

### Représentativité du corps électoral
La magnitude des circonscriptions affecte la représentativité du corps électoral, c’est-à-dire sa capacité à représenter les mandants. En effet, plus la magnitude d’une circonscription est élevée, plus le corps électoral est représentatif de la population de celle-ci. Plus la circonscription est grande, plus elle permet un degré élevé de proportionnalité. Ainsi, plus il y a d’élus dans une circonscription, plus ils sont susceptibles de représenter les différentes opinions des électeurs, qui voient leur opinion représentée au Parlement. En revanche, une plus petite circonscription, même si elle est moins représentative du fait d’un nombre de sièges attribués inférieur, permet tout de même l’établissement de liens plus étroits entre les candidats et leurs électeurs locaux. À l’inverse, le critère de la proximité dans les circonscriptions avec une forte magnitude n’est pas rempli. Généralement, les circonscriptions qui bénéficient d’une grande magnitude sont étendues géographiquement. Ainsi, même si les élus sont plus représentatifs de leurs électeurs, le lien qui les unit est plus faible. Cela peut avoir de graves conséquences dans les milieux où la dimension de la proximité locale est importante. Il s’agit par exemple des milieux ruraux où le député est considéré comme un réel moyen de se faire entendre à l’échelle nationale. Ici, les élus jouent le rôle de “délégués” au sein du Parlement. Sans la présence de liens étroits entre les représentants et leur électorat, un phénomène de désintéressement du politique peut survenir car une interrogation est  présente sur qui représente la circonscription au Parlement et comment elle est représentée.

### Assemblée législative

#### Composition de l'assemblée
La magnitude des circonscriptions influe également la composition sociale et ethnique de l’assemblée. En effet, lorsque la circonscription est grande et que peu de partis politiques s’affrontent, le nombre d’élus d’un même parti sera plus élevé. Cela encourage les partis à promouvoir de la diversité pendant leur campagne : en présentant des candidats d’origines diverses, ils penseront qu’ils auront plus de chances de représenter un maximum d’individus et ainsi de remporter plus de sièges. Il y a donc fort à parier que dans cette configuration, le Parlement comptera plus de députés issus de milieux sociaux et ethniques différents, ainsi que des deux sexes.

#### Bipartisme
Une magnitude de  circonscription faible a tendance à privilégier le système du bipartisme avec un transfert du nombre de voix à un nombre de sièges avantageant les grands partis et réduisant le “nombre effectif de partis”. À l’inverse, une grande magnitude favorise l’admission de plusieurs partis au sein du corps électoral (voir la Loi de Duverger). 

### Vie politique

#### Campagnes électorales
La magnitude des circonscriptions a donc aussi un impact sur les campagnes électorales. En effet, à l’inverse du cas où la magnitude de la circonscription est grande, lorsque celle-ci est faible et qu’un parti sait les chances de voir son candidat remporter l’élection, il peut faire le choix de placer ses ressources électorales pour une autre élection ou dans une autre circonscription.

#### Partis politiques
Ainsi, la magnitude de la circonscription a un effet direct sur les partis politiques. On observe généralement une forte corrélation positive entre la magnitude de la circonscription et la magnitude du parti, c’est-à-dire le nombre de sièges qu’il remporte dans une circonscription donnée. Plus le nombre de sièges par circonscription est élevé, plus chaque parti fait élire de candidats, et plus il y a des partis comptant des délégations de plusieurs députés. Ainsi, la combinaison de circonscriptions de grande magnitude et d’un nombre relativement faible de partis augmentent la magnitude des partis. En outre, dans une petite circonscription où le parti n’a la possibilité d'élire qu’un seul candidat, il va essayer de maximiser ses chances de le faire remporter l’élection. Il lui faut donc un candidat capable de remporter un maximum de suffrages. Dans la plupart des cas, il s’agit d’un homme. En revanche, dans une grande circonscription où le parti peut présenter plusieurs candidats, il va chercher à élaborer une liste variée et plus “équilibrée”, c’est-à-dire avec la présence de femmes, d’individus issus de minorités ethniques ou encore de candidats moins expérimentés.

## Études de cas

### Élections européennes de 2004
Bernard Dolez et Annie Laurent donnent un exemple du rôle de la magnitude des circonscriptions dans les résultats électoraux en étudiant les élections européennes de 2004 en France. En effet, la loi du 11 avril 2003 modifie la modalité de scrutin des élections européennes. Tout en conservant les mêmes règles de proportionnalité, les circonscriptions sont modifiées, le territoire étant divisé en 8 circonscriptions. 
Lors de cette élection, la magnitude a baissé : elle est passée de 87 en 1999 à  9,75 en moyenne 2004. La magnitude se calcule de la manière suivante : 78 sièges / 8 circonscriptions = 9,75. Par circonscription, la magnitude varie car il y a un nombre différent de sièges dans chacune d’entre elles. Elle était de 14 en Île de France, et de 3 en Outre-mer.
Le découpage des circonscriptions des élections européennes de 2004 avantage les grands partis. En effet, une baisse de la magnitude entraîne une hausse du « point d’équilibre », c'est-à-dire que la proportion de voix à partir de laquelle un parti peu obtenir une plus grande proportion de sièges que de voix augmente. De 1979 à 1999, le point d’équilibre était de 5% des suffrages exprimés. Lors de l’élection de 2004, il était de 10%. Ainsi, le PS, l’UMP, et l’UDF obtiennent 75% des sièges avec « seulement » 57,5% des suffrages exprimés. Comme la magnitude varie d’une circonscription à une autre, il ne suffit pas d’avoir un pourcentage moyen pour obtenir des sièges dans chaque circonscription, mais il faut avoir un certain pourcentage dans les bonnes circonscriptions.

### La magnitude des circonscriptions en Allemagne
Plus de détails « système électoral allemand ».
L'Allemagne est composée de 299 circonscriptions. La Commission des circonscriptions électorales est l'organisme indépendant chargé de déterminer les limites des circonscriptions du pays. Elle est tenue de respecter cinq règles lors du processus de délimitation électorale, tel que défini dans l'Article 3 de la Loi électorale fédérale :
- Les frontières des Länder doivent être respectées.
- Le nombre de circonscriptions dans chacun des Länder doit, autant que possible, correspondre à sa proportion de la population.
- La population d'une circonscription ne devrait pas s'éloigner du quotient de population de plus de 15 %. Lorsque l'écart est supérieur à 25 %, les limites des circonscriptions doivent être révisées.
- Chaque circonscription doit former une zone géographiquement cohérente.
- Dans la mesure du possible, les limites des communes, des arrondissements et des villes-arrondissements doivent être respectées.

La Commission des circonscriptions électorales est établie par le président allemand au début de chaque législature. Elle est composée du président du Bureau de statistique fédéral, d'un juge de la Cour administrative fédérale et de cinq autres membres, habituellement de hauts fonctionnaires d'État. Une fois le travail de consultation achevé, la Commission transmet un rapport au Parlement qui décide, ou non, de redécouper les circonscriptions. Dans les faits, il est rare que le Parlement procède à une telle manœuvre de peur que le redécoupage se fasse au détriment d’un parti ou d’un Etat fédéré. 
L’Allemagne est caractérisée par un système électoral mixte, c’est-à-dire qu'il combine la représentation proportionnelle à scrutin de liste et le scrutin majoritaire uninominal. Puisque les systèmes mixtes ont recours aux circonscriptions uninominales, il est nécessaire de réviser les limites des circonscriptions périodiquement afin de s'assurer que les circonscriptions électorales soient relativement égales sur le plan de la population. Bien que l'Allemagne ait recours au système mixte avec compensation, le processus de délimitation a tout de même des implications sur le résultat des élections. Étant donné que les États allemands varient en taille et sur le plan des tendances politiques représentées, la mauvaise délimitation des circonscriptions électorales peut mener à des mandats qualifiés d'« excédentaires ». Dans de telles situations, les grands partis possèdent plus de sièges directs (gagné par le scrutin majoritaire uninominal) qu'il en a été alloué à l'État.

### La magnitude des circonscriptions aux États-Unis
Les États-Unis sont actuellement composés de 435 circonscriptions, chacune ayant un élu qui siège à la Chambre des représentants. Chaque état dispose d'un nombre de circonscriptions proportionnelles à l’ensemble de sa population, et non seulement à la population en âge de voter. La population est calculée grâce au recensement décennal : chaque état a au moins une circonscription mais elle peut être modifiée tous les dix ans.
Le découpage des circonscriptions aux États-Unis est unique en son genre. En effet, celui-ci est très politisé car ce sont les élus, les assemblées législatives des États qui, dans la plupart des cas, sont responsables des découpages. La délimitation des circonscriptions est formulée sous forme projet de loi. Elle revêt donc d'une dimension politique forte. La promulgation d’un projet de loi sur le découpage des circonscriptions est une question très partisane aux États-Unis puisque que les partis tentent d’en tirer un avantage politique. C’est la pratique du gerrymandering. Si le découpage des circonscriptions aux États-Unis se distingue, c’est aussi car les tribunaux ont un rôle à jouer. Ils sont présents pour élaborer des normes de redécoupage, arbitrer les conflits et même pour produire d'autres propositions de délimitation. Ils peuvent ainsi contrôler, dans une certaine mesure, la pratique du gerrymandering.